# Gabriele d’Annunzio
Gabriele d’Annunzio, principe de Montenevoso (n. 12 martie 1863, Pescara, Regatul Italiei – d. 1 martie 1938, Gardone Riviera, Lombardia, Regatul Italiei) a fost poet, romancier, nuvelist și dramaturg italian, președinte al Academiei italiene.
Erou al Primului Război Mondial, a susținut fascismul la începuturile acestuia, iar în continuare s-a îndepărtat de acesta. Principal reprezentant al decadentismului italian, iar, mai târziu, și un susținător al futurismului, d'Annunzio rămâne astăzi celebru prin două din cele șapte romane ale sale, Plăcerea (1889) și Fecioarele dintre stânci (1899).

## Viața
Gabriele d’Annunzio, poet, romancier, dramaturg și soldat s-a născut în Pescara, la 12 martie 1863. Tatăl său, Francesco Paolo Rapagnetta, era un bogat proprietar de pământ, un timp primar la Pescara; și-a adăugat „D'Annunzio” la nume, în 1851, în urma adoptării sale de către mătușa sa (sora mamei sale), care, în cea de a doua căsătorie, se căsătorise cu Antonio D'Annunzio. La nașterea fiului său, acesta a fost înscris în Registrul Stării Civile cu doar numele de „D'Annunzio”. Mama sa se numea  Luisa de Benedictis. 

### Un scriitor popular

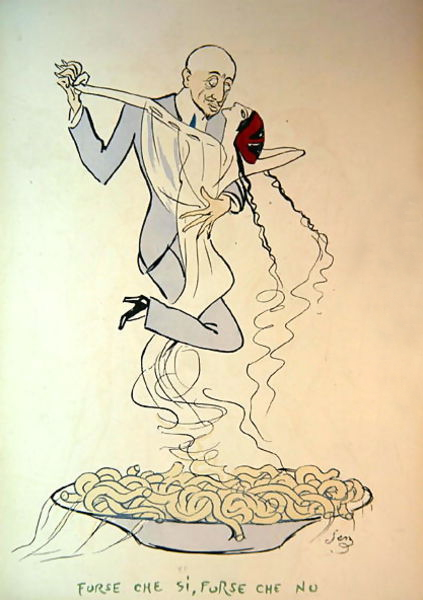
Caricatură de Sem.

Gabriele a fost elev la liceul Cicognini, la Prato, în Toscana. La vârsta de șaisprezece ani, a publicat prima culegere poetică, întitulată Primo Vere (1879); a fost influențat de Odi barbare de Giosuè Carducci, dar și de poetul Lorenzo Stecchetti, la modă, în vremea aceea, pentru lucrarea sa Postuma.
În 1881, a intrat la Universitatea Universitatea Sapienza din Roma, unde a frecventat diferite cercuri literare, între care cel al revistei Cronaca Bizantina, și a scris articole de critică literară pentru presa locală.
A publicat Canto Nuovo (1882), Terra Vergine (1882), L'Intermezzo di Rime (1883), Il Libro delle Vergini (1884) și majoritatea nuvelelor, adunate ulterior sub titlul San Pantaleone (1886). Criticii literari l-au văzut repede ca pe un copil minune. Primul său roman, Il Piacere (în română, „Plăcerea”), publicat în 1889, a fost urmat în 1891 de L'Innocente (în română, Inocentul) și Giovanni Episcopo în 1892. 
Aceste trei romane au făcut o impresie puternică asupra publicului. L'Innocente, tradus în franceză de Georges Hérelle, este lăudat de criticii literari străini.
În 1882, a publicat o culegere de poeme întitulate Elegie romane care sunt un răspuns la Elegii romane de Goethe, o operă care povestește călătoria autorului german în Italia (1786 - 1788). Ele au fost traduse în latină de medievistul Annibale Tenneroni, prietenul său de patruzeci de ani pe care D'Annunzio îl numea  „fratele său candid”.
S-a mutat mai apoi în Franța în 1910, dar s-a întors în Italia unde a devenit un susținător fervent al intrării Italiei în război alături de Antanta. După intrarea în război, d’Annunzio a devenit infanterist în armata italiană, mai apoi marinar și aviator. Misiunile sale cutezătoare din Trieste, Pola și mai ales zborul său deasupra Vienei din 1918 pentru a răspândi manifeste l-au consacrat ca o legendă…
În septembrie 1919, Gabriele d’Annunzio a condus o expediție în Dalmația, ocupând portul Fiume, unde a înființat un stat independent, separat de Italia și de restul Europei până în 1921. Trupele sale, desprinse din armata regulată italiană, se numeau legionari și purtau o uniforma formată din cămașă neagră, care a devenit mai apoi uniforma fasciștilor. Mulți din legionarii lui d’Annunzio făceau parte din gruparea stângistă “Fasci di Combattimento”, mulți dintre ei fiind foști membri ai brigăzilor de șoc Arditi, folosite în Primul Război Mondial pe post de trupe de comando.
În armata lui d’Annunzio era simțită puternic și prezența militanților futuriști conduși de Marinetti, prezent în persoană în Fiume. Când acesta a fost expulzat din Fiume pentru grave abateri, în postul său de comandă, Mino Somezi și Mario Carli, alți doi futuriști de seamă, i-au luat locul în Fiume.
D’Annunzio era unul din puținii scriitori agreați de către Mussolini. Deși a avut o influență notabilă asupra ideologiei fasciste, Gabriele D'Annunzio nu s-a implicat niciodată în mod direct în guvernul fascist la putere, în Italia, din anul 1923.
A fost creat prinț de Monte Nevoso în 1924, iar Mussolini l-a numit președinte al Academiei Regale Italiene, în 1937, însă D'Annunzio a murit înainte de a-și ocupa această înaltă funcție.
În mod fundamental antinazist, și detestându-l pe Hitler, s-a opus apropierii Italiei de Germania nazistă. Cu toate acestea, Mussolini i-a acordat funeralii naționale, după moartea scriitorului, survenită la 1 martie 1938, ca urmare a unei hemoragii cerebrale, la Gardene Riviera, în locuința sa (care a devenit apoi mausoleu al Vittoriale degli Italiani).

## Opera
Operă vastă - 17 volume de poeme și poezii; 8 romane; 6 volume de nuvele; 10 drame; 3 volume memorialistice etc.

### Poezie
- Cântec nou (1882)
- Elegii romane (1892)
- Ciclul Laude (1903-1912) - capodopera sa

### Romane
- Trilogia Trandafirul
  - Plăcerea (1889)
  - Inocentul (1892)
  - Triumful morții (1894)
- Fecioarele dintre stânci (1896)
- Focul (1900).

### Volume de nuvele
- Pământ virgin (1883)
- Cartea fecioarelor (1884)
- San Pantaleone

### Teatru
- Cetatea moartă (1898)
- Gioconda (1898)
- Francesca de Rimini (1902)
- Fiica lui Jorio (1904)

### Memorialistică
- Colegul fără gene (1928)

### Adaptări
- 1976 Inocentul (film din 1976) – film în regia lui Luchino Visconti

### Traduceri apărute în limba română
- Gabriele D'Annunzio, Fata lui Iorio (Titlul în limba italiană: La figlia di Iorio), traducere de Alexandru Marcu, Colecția „Teatrul Italian”, Tragedie pastorală în 3 acte, Institutul de Cultură Italiană, Imprimeria „Tiparul Universitar”, București, 1943;
- Gabriele D'Annunzio, Triumful mortii (Titlul în italiană: Il trionfo della morte), traducere de Margareta Barbuta, Editura Univers, București, 1974.
- Gabriele D'Annunzio, Poeme (Titlul în italiană: Poesie), traducere de Giuseppe Cifarelli, Editura Jurnalul literar, București, 1977;
- Gabriele D'Annunzio, Focul (Titlul în italiană: Il fuoco), traducere de George Lăzărescu, Editura Minerva, Colecția „Biblioteca pentru toți”, București, 1979;
- Gabriele D'Annunzio, Povestirile Pescarei. Leda fara lebădă. Nocturna (Titlul în italiană: Novelle della Pescara. Leda senza cigno. Notturno), traducere de Rodica Locusteanu, Editura Univers, București, 1980.
- Gabriele D'Annunzio, Inocentul (Titlul în italiană: L'innocente), traducere de Adriana Lăzărescu, Editura Univers, București, 1983.
- Gabriele D'Annunzio, Fecioarele Stîncilor (Titlul în italiană: Le vergini delle rocce), traducere de Oana Sălișteanu-Cristea, Editura Univers, București, 1992.
- Gabriele D'Annunzio, Poate că da, poate că nu (Titlul în italiană: Forse che sì, forse che no), traducere de Elena Oana Gradinaru, Editura ART, București, 2008.